# Jerry Sandusky
Gerald Arthur "Jerry" Sandusky (nacido el 26 de enero de 1944 en Washington, Pensilvania, Estados Unidos), es un exentrenador de fútbol americano colegial y abusador sexual infantil convicto.

## Historia
Sandusky se desempeñó como entrenador asistente durante toda su carrera, sobre todo en la Universidad Estatal de Pensilvania (Penn State), bajo el mando del legendario entrenador Joe Paterno durante los años de 1969 a 1999. Recibió reconocimientos como entrenador asistente los años 1986 y 1999. Sandusky fue autor de varios libros relacionados con sus experiencias de entrenador asistente de fútbol americano. En 1977 fue nombrado coordinador defensivo de Penn State hasta su retiro.
En 1977 Sandusky fundó La Segunda Milla, una organización benéfica sin fines de lucro en Pensilvania que apoya a personas desfavorecidas y a jóvenes en situación de riesgo. Después de que Sandusky se retiró como entrenador asistente en Penn State, continuó trabajando con la Segunda Milla en una oficina en la propia Penn State hasta el 2011.
En 2011 tras una investigación judicial de dos años, Sandusky fue arrestado y acusado de 52 cargos de abuso sexual de niños pequeños en un período de 15 años, de 1994 a 2009. Sandusky conoció a sus víctimas de abuso pederastia a través de su fundación mientras participaban en la organización y varios de ellos testificaron en su contra en la corte. Cuatro de los cargos fueron retirados posteriormente.

## Sentencia y encarcelamiento
El 22 de junio de 2012 Sandusky fue declarado culpable de 45 de los 48 cargos restantes y fue condenado el 9 de octubre de 2012 a una sentencia de 30 a 60 años de prisión. El 18 de octubre de 2012 Sandusky y sus abogados defensores apelaron su condena ante el tribunal del Condado de Centre, en Pensilvania. Los abogados argumentaron que no tuvieron tiempo suficiente para preparar la defensa de su cliente. El 31 de octubre de 2012 Sandusky fue trasladado a una prisión de máxima seguridad en el Condado de Greene en Pensilvania para cumplir su condena. El 30 de enero de 2013 el juez John Cleland rechazó la petición de Sandusky de un nuevo juicio.
El 3 de diciembre de 2014, la KDKA-TV una televisora en Pittsburgh, informó que Sandusky recibió una carta de Penn State solicitando renovar su plan de boletos de la temporada de 2015 para el equipo de fútbol americano y asistir a un viaje de "reclutamiento" a un juego de baloncesto de Penn State. Según los informes, la carta se envió por error.
Sandusky fue trasladado a la prisión estatal de Somerset, una prisión de mediana seguridad a las afueras de Somerset, Pensilvania, en marzo de 2017.

## Consecuencias
El 9 de noviembre de 2011 Joe Paterno fue despedido del equipo de fútbol americano de Penn State por encubrir los crímenes de Sandusky. El coach Paterno moriría dos meses después de su despido por cáncer de pulmón a los 85 años de edad.